# Caragana jubata
Caragana jubata är en ärtväxtart som först beskrevs av Pall., och fick sitt nu gällande namn av Jean Louis Marie Poiret. Caragana jubata ingår i släktet karaganer, och familjen ärtväxter.

## Underarter
Arten delas in i följande underarter:
- C. j. biaurita
- C. j. czetyrkininii
- C. j. jubata
- C. j. recurva

## Bildgalleri

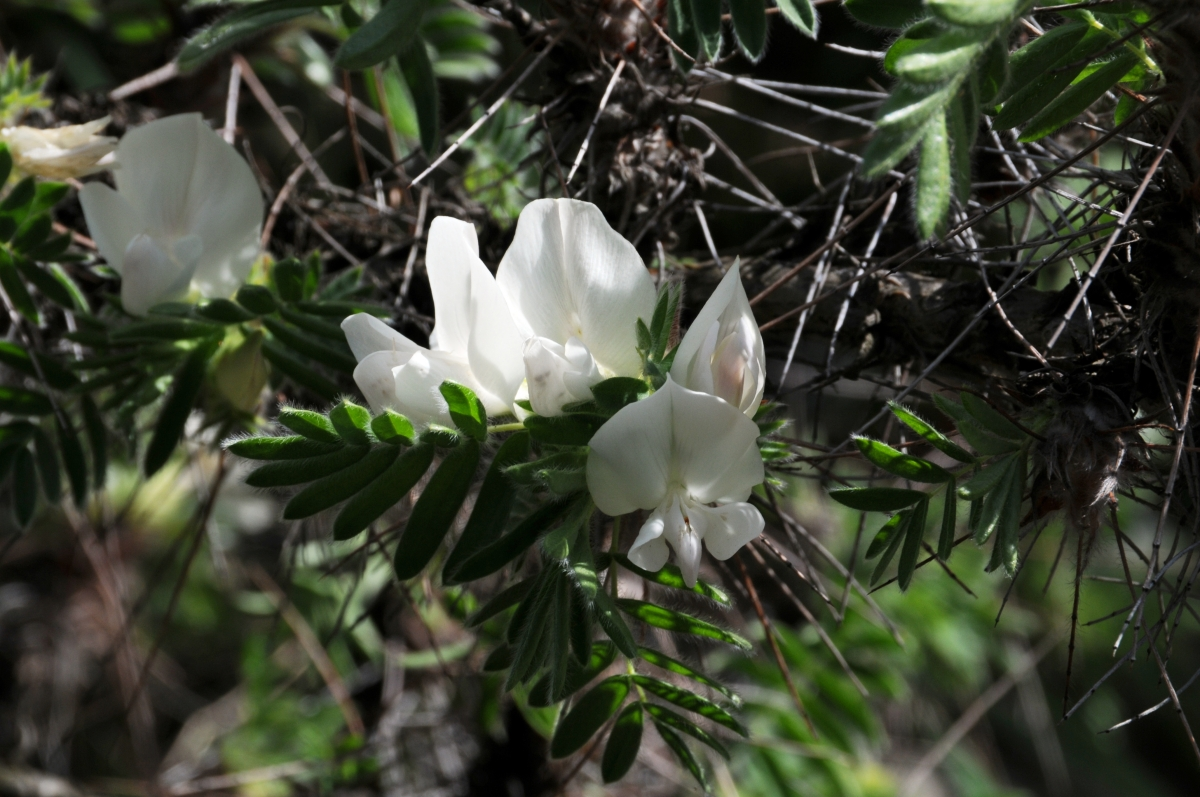
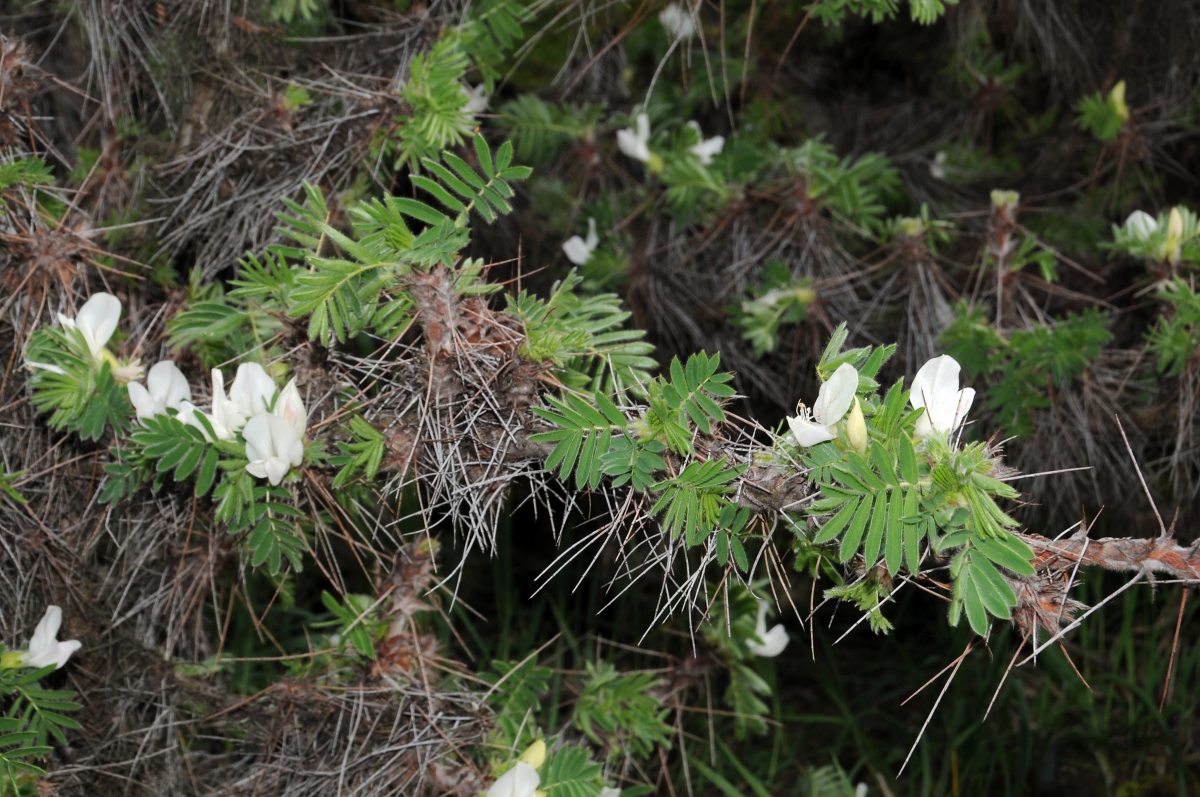